# Amphinecta pika
Amphinecta pika là một loài nhện trong họ Amphinectidae. Loài này phân bố ở New Zealand.